# Monotoma conicithorax
Monotoma conicithorax is een keversoort uit de familie kerkhofkevers (Monotomidae). De wetenschappelijke naam van de soort werd in 1891 gepubliceerd door Edmund Reitter.